# Sankt Stefans kyrka, Lund

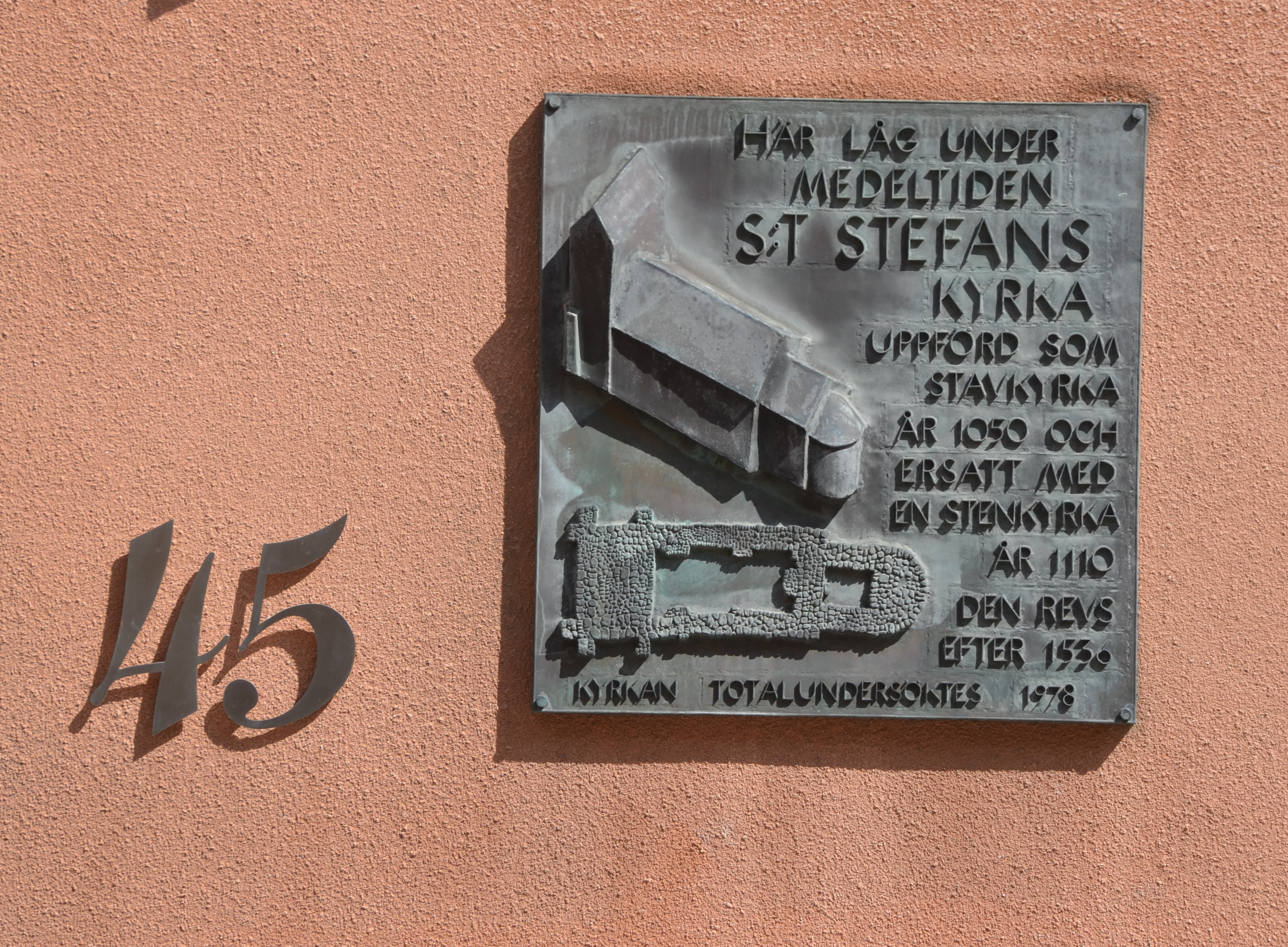
Skylt på StoraSödergatan 45

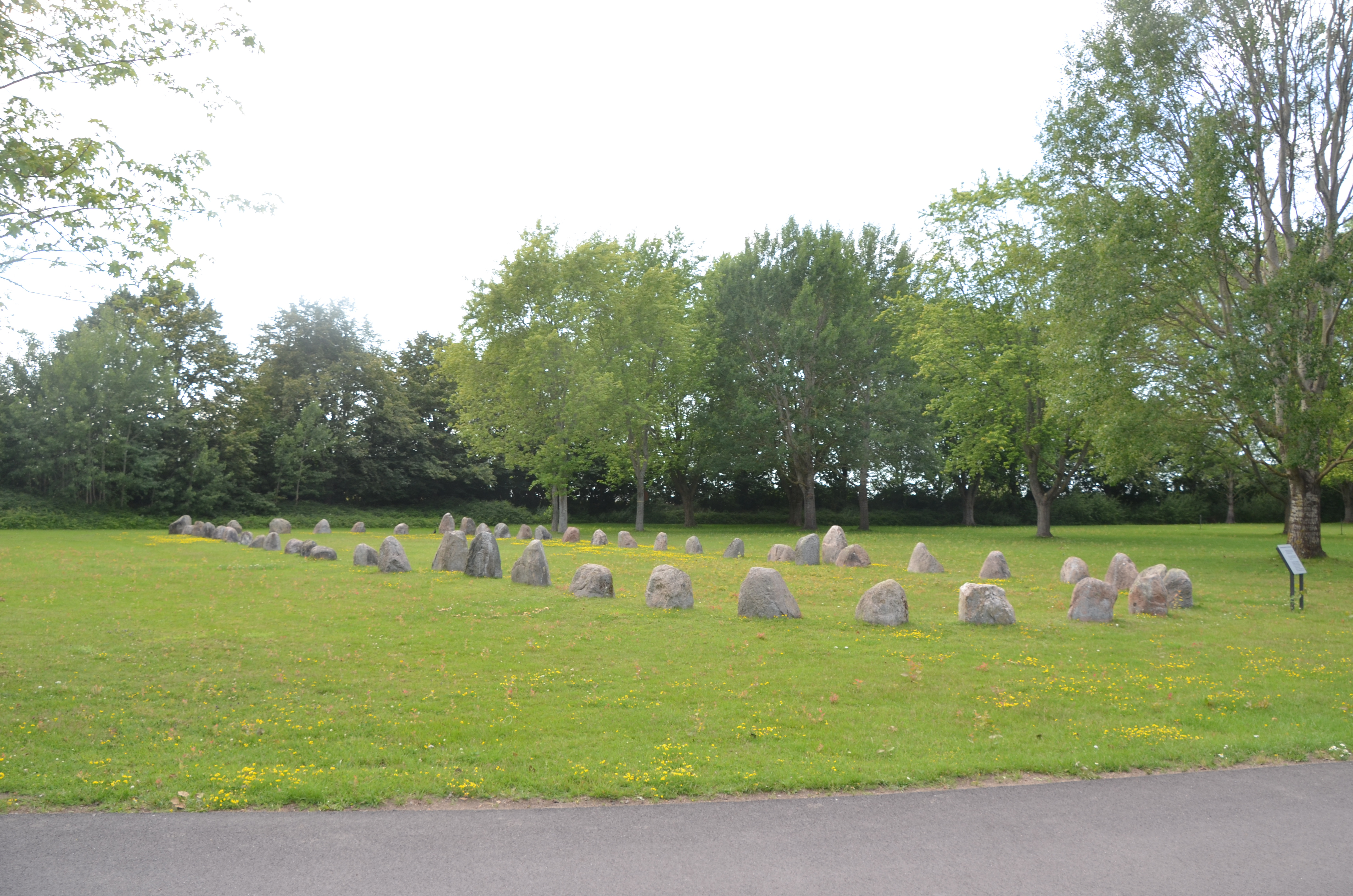
Markeringar på Fredentorps begravningsplats för återbegravna från Sankt Stefans kyrkas kyrkogård

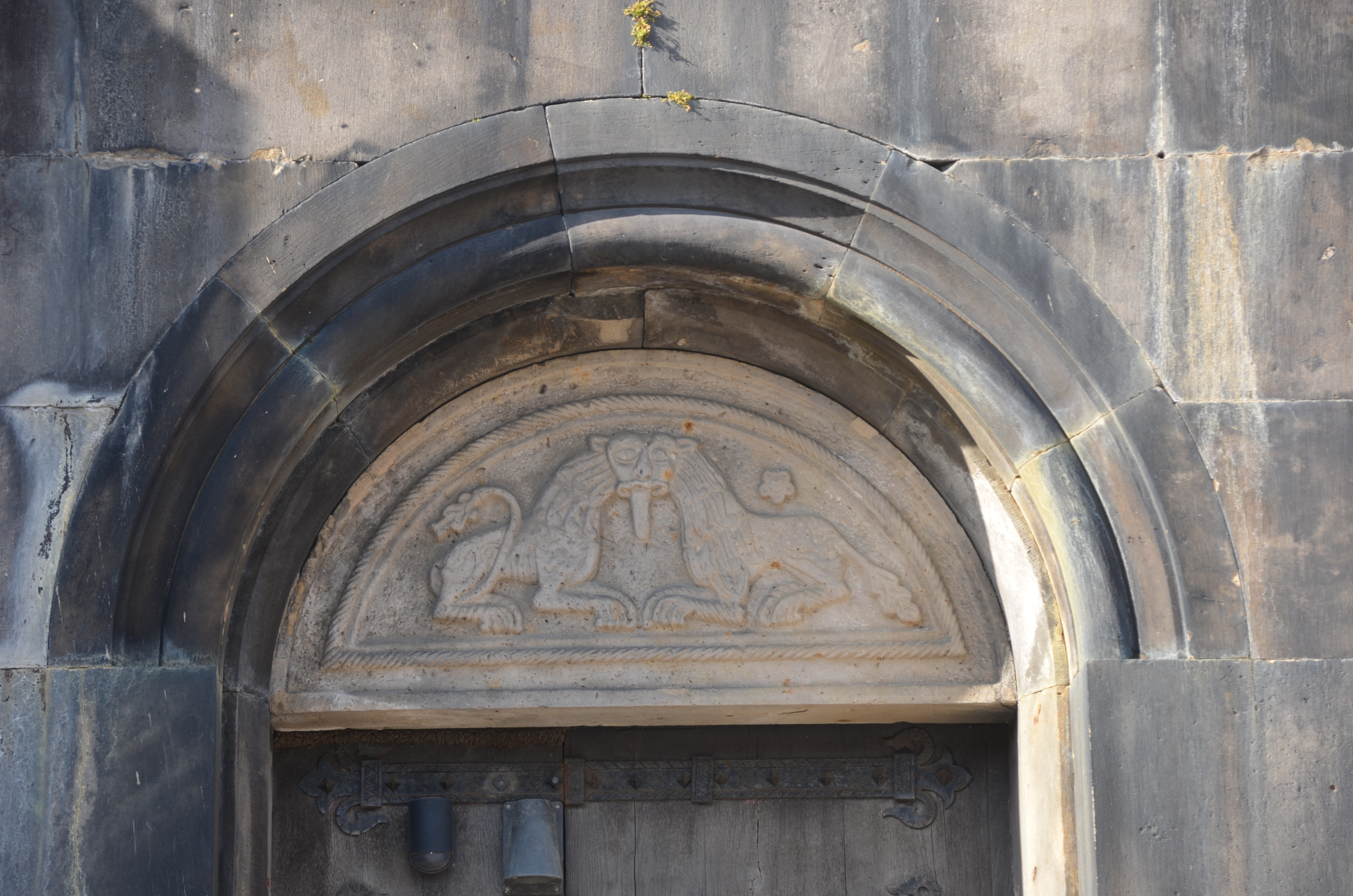
Tympanon från Sankt Stefans kyrka, inmurad i Lunds domkyrka

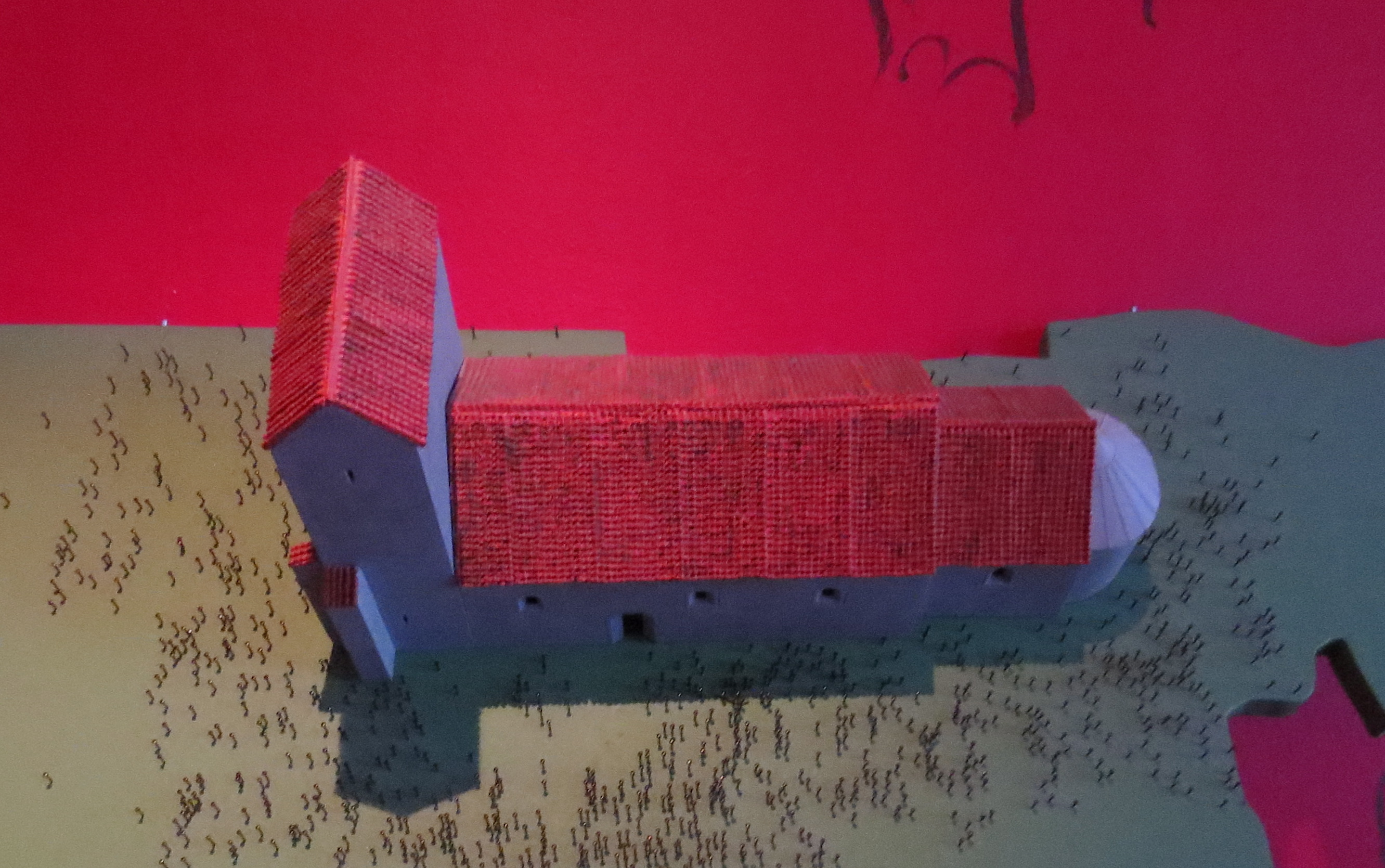
Modell av Sankt Stefans kyrka på Kulturen

Sankt Stefans kyrka var en medeltida kyrka i Lund. Den var belägen vid Stora Södergatan i nuvarande kvarteret Repslagaren, där nu Stora Södergatan 45 ligger.
Sankt Stefans kyrka uppfördes 1050 och var tillägnad martyren Stefanos. Den första kyrkan, uppförd 1050, var en stavkyrka. På resterna av denna byggdes 1110 en stenkyrka. 
Kyrkan revs efter 1536. På den tillhörande kyrkogården kan uppemot 3 500 människor ha begravts. Lämningarna efter Sankt Stefans kyrka påträffades och undersöktes 1977–1978. I samband med grävningarna återbegravdes 1983 fler än 2 100 under medeltiden avlidna lundabor från Sankt Stefans kyrka och dess kyrkogård på Fredentorps begravningsplats. Där har placerats ut grundstenar från den tidigare Sankt Stefans kyrka, så att de bildar konturen till kyrkan i full skala. Inom denna markering har återbegravningen skett.
På utgrävningsplatsen fanns spår som visade att det funnits tidigare bebyggelse än träkyrkan. Från träkyrkan återfanns tre väggplankor, vilka var plana på ena sidan och runda på andra. De stod på några stenar, som burit upp en horisontell syll av trä som väggplankorna vilat på, vilket var ett annorlunda sätt att bygga mot hur de andra återfunna träkyrkorna i Lund var byggda. Det bedöms att träkyrkan var rektangulär, med ett kor som var lika brett som långhuset, och omkring 18,5 meter långt och sju meter brett.
Kyrkan nämns i en skriftlig källa första gången 1283. Stenkyrkan byggdes i romansk stil med långhus, kor och absid. Någon gång under andra hälften av 1100-talet byggdes kyrkan om så att den fick ett torn i väster, ett torn som var lika brett som långhuset. Samtidigt sattes det upp en lektoriemur mellan långhuset och koret. I långhusets östra del fanns ett lekmannaaltare i mitten och två sidoaltare i långhusets nordöstra och sydöstra hörn. Kyrkans tak var täckt med taktegel av typen munk- och nunnetegel. Funna delar av fönsterspröjsar av bly tyder på att kyrkan hade blyinfattade fönster av glas. 
Efter reformationen revs kyrkan ner till grunden, och stenen från dess murar användes till andra byggnadsprojekt.